# Otišić
Otišić is een plaats in de gemeente Vrlika in de Kroatische provincie Split-Dalmatië. De plaats telt 20 inwoners (2001).